# 比比·瓊斯
比比·瓊斯（英語：Bibi Jones，1991年7月23日—），出生時名為布蘭妮·麥克林（英語：Britney Maclin），是一名美國前色情女演員和成人模特兒。  也被稱為 Bibi Jones。曾是數位遊樂場的專屬女星。

## 早年生活
布蘭妮·麥克林出生於美國奧克拉荷馬市。

## 演藝生涯
瓊斯首次亮相是在亞利桑那州的鳳凰城擔任脫衣舞孃，從那時起，她就是一個具有特色的舞者。2010年10月當時才19歲的她，成為數位遊樂場有史以來簽下最年輕的女星，之後並以Britney Beth名義演出了許多場景。她在公司的第一部故事片為《Assassins》。
瓊斯在2011年5月現身霍华德·斯特恩秀 她是2011年7月發行的《好色客》雜誌封面女郎，而且瓊斯也獲得了在《FreeOnes.com》網站上，成為2011年“搜尋最多的寶貝”榮譽。她是2012年9月澳洲版《閣樓》雜誌的『當月閣樓寵物』。
瓊斯與其他成人女星同事萊莉·斯蒂爾和杰西·简一起登上G4電視台的特別節目，報導了兩個小時與2011年AVN成人娛樂博覽會的相關內容，標題為“AEE11”。
2012年7月17日，瓊斯透過YouTube，Facebook和Twitter宣布，她將會從成人影片產業退休 。同年，被提名為異國舞者獎“年度新人”。
瓊斯試圖在2013年2月正式退休出來之前，完成她與數位遊樂場剩下3年的合約。瓊斯住在亞利桑那州斯科茨代爾，然後她在前往洛杉磯拍攝影片。當她短暫的退休並沉寂的那段期間，瓊斯說她已經在亞利桑那州的一家復職公司有了“正常的工作”，是做銷售和市場行銷。 並表示，當她不拍成人電影時，她打算繼續從事那份工作。

## 私人生活
2010年，根據瓊斯的說法，一名亞利桑那州的棒球經紀人泰瑞·布洛斯，利用她的幫助去招募潛在客戶。布羅斯也多次在亞利桑那響尾蛇的比賽後將她介紹給該隊的棒球選手。不過瓊斯也被指控與其他來自NHL以及MLB的職業運動員有私下聯繫。
瓊斯曾在2011年好萊塢不滅樂團“Been to Hell”的MV中與彼得·諾斯一同現身。
2011年10月，瓊斯在個人Twitter貼出一張赤裸上身的羅布·格隆科夫斯基與她穿著他制服的合照。 格隆科夫斯基後來也為此事件向新英格蘭愛國者隊的老闆羅伯特·克拉夫特道歉。2012年9月19日，瓊斯又貼出另一張格隆科夫斯基與自己赤裸上身的合照，而且跟前一張照片還是同一天拍攝的。
2013年6月，格隆科夫斯基收到一份邀請，內容是“為了符合他2014年的基本薪水，如果他同意參加與比比·瓊斯（性）的場景”。同年10月，瓊斯在Twitter上宣布自己懷孕了。

## 獎項及提名

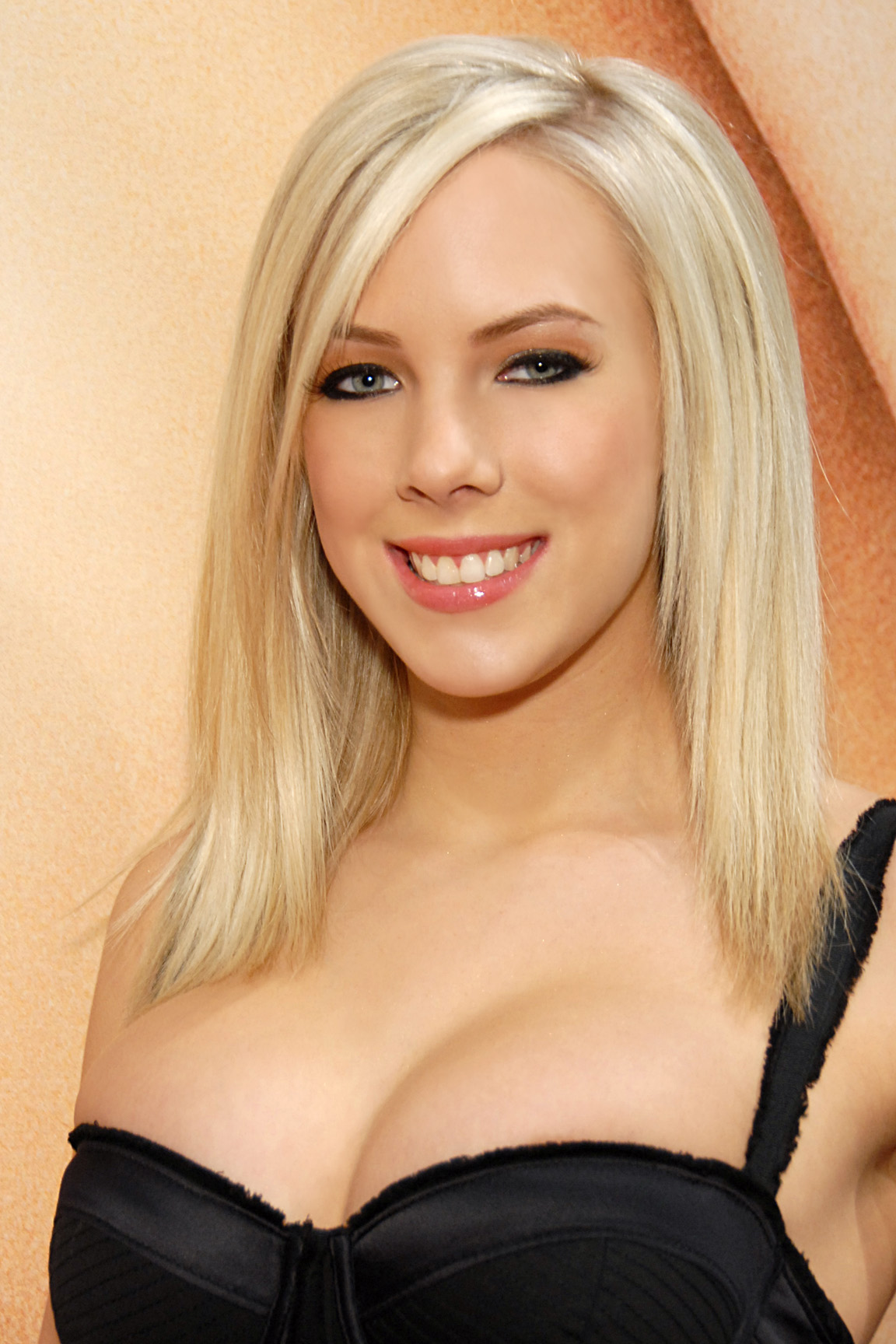
2011年1月6日瓊斯在AVN成人娛樂博覽會上

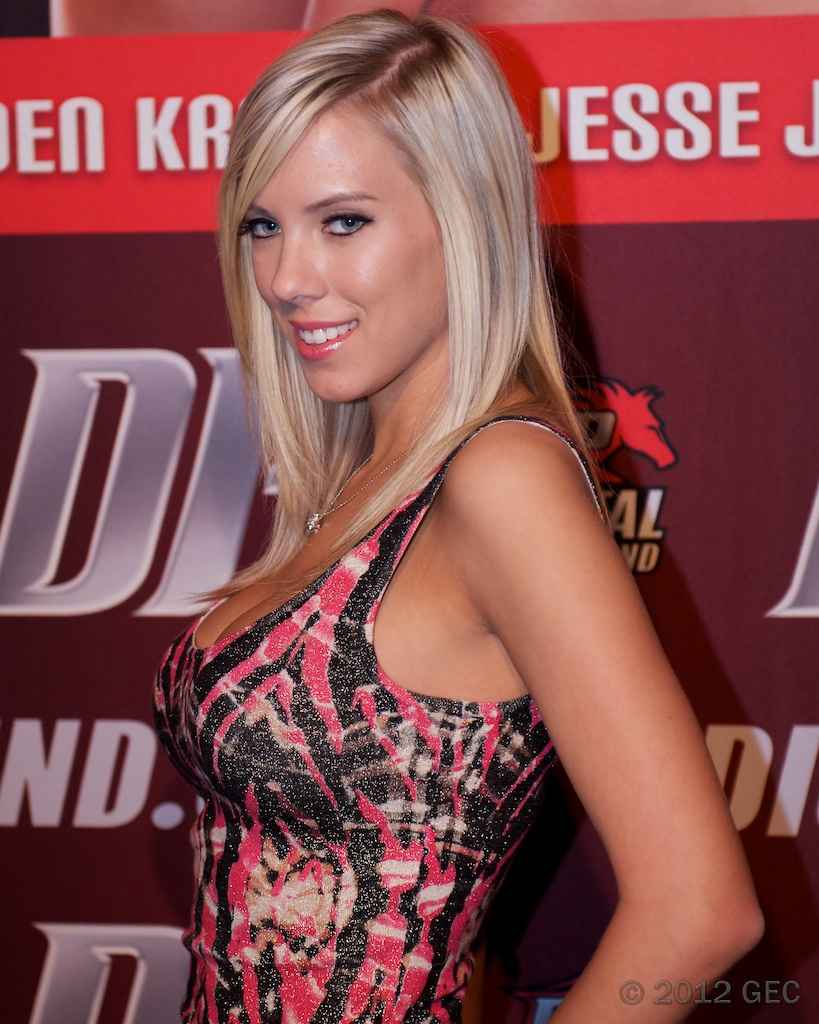
瓊斯在2012年AVN成人娛樂博覽會上

| 年分 | 獎項                 | 項目                        | 作品                                                                          | 結果 |
| ---- | -------------------- | --------------------------- | ----------------------------------------------------------------------------- | ---- |
| 2012 | 夜遊成人娛樂獎       | 最佳社群媒體明星            | 不適用                                                                        | 提名 |
| 2012 | 成人影帶新聞獎       | 最火辣性愛場景（粉絲選擇）  | Babysitters 2（與杰西·簡、雷丽·斯蒂尔、凱登·克羅斯、史托雅和曼努埃爾·費拉拉） | 獲獎 |
| 2012 | 成人影帶新聞獎       | 最佳群交場景                | Babysitters 2（與杰西·簡、雷丽·斯蒂尔、凱登·克羅斯、史托雅和曼努埃爾·費拉拉） | 提名 |
| 2012 | 成人影帶新聞獎       | 最佳新人                    | 不適用                                                                        | 提名 |
| 2012 | 成人影帶新聞獎       | 最佳三人性愛場景 - 女/女/男 | Assassins（與杰西·簡和曼努埃爾·費拉拉）                                       | 提名 |
| 2012 | 成人產業獎           | 年度最佳新人                | 不適用                                                                        | 提名 |
| 2012 | 成人電影評論家組織獎 | 年度最佳新人                | 不適用                                                                        | 提名 |
| 2013 | SEX獎                | 色情片最佳身材              | 不適用                                                                        | 提名 |
| 2013 | SEX獎                | 年度成人明星                | 不適用                                                                        | 提名 |
| 2013 | SEX獎                | 最性感成人明星              | 不適用                                                                        | 提名 |
| 2014 | 成人產業獎           | 最佳場景 - 情侶為主題發行   | Shortcut                                                                      | 提名 |

## 外部連結
- 官方网站
- 比比·瓊斯的Facebook專頁
- 比比·瓊斯的X（前Twitter）
- 比比·瓊斯在互联网电影资料库（IMDb）上的資料（英文）
- 比比·瓊斯在網際網路成人電影資料庫
- 成人電影資料庫上比比·瓊斯的资料（英文）